# Intervention précoce chez l'enfant
L’intervention précoce chez l'enfant fait habituellement référence à des programmes de soutien et d’interventions directes et indirectes conçus pour les jeunes enfants présentant des problèmes de développement (ou des risques de problèmes), ainsi que pour leur famille.
L’objectif de l’intervention précoce est de prévenir ou de minimiser les limitations physiques, cognitives et émotionnelles des jeunes enfants désavantagés en raison d’une exposition à différents facteurs de risques environnementaux ou biologiques. Pour ce faire, elle inclut des composantes éducatives et thérapeutiques et se conceptualise en une méthode d’intervention systématique et planifiée basée sur les besoins de l’enfant durant ses premières années de vie.
Enfin, l’intervention précoce englobe une variété d’activités : pratiques centrées sur la famille, participation aux opportunités offertes dans un environnement naturel, identification de buts reliés aux stratégies d’apprentissage, programmes de collaboration professionnelle et aux programmes éducatifs parentaux.

## Effets de l'intervention précoce sur les enfants autistes
L'autisme est un trouble du développement qui affecte principalement la communication, la socialisation et le comportement. Les recherches montrent que l'intervention précoce peut avoir un impact significatif sur le développement social et affectif des jeunes enfants autistes.
Une étude menée par Yvonne E.M. Bruinsma, Robert L. Koegel et Lynn Kern Koegel de l'University of California à Santa Barbara a mis en évidence que les enfants autistes qui bénéficient d'une intervention avant l'âge de trois ans obtiennent des résultats nettement meilleurs. En effet, l'intervention intensive précoce peut grandement améliorer les résultats des enfants autistes, avec des études documentant des effets positifs à court et à long terme.
Ces résultats indiquent une réduction significative des symptômes, avec certains rapports suggérant une guérison complète chez environ 50% des enfants après une intervention intensive précoce. De plus, bien que les premières estimations suggèrent que seulement la moitié des enfants développent un discours fonctionnel, des études plus récentes basées sur des enfants ayant bénéficié d'interventions précoces indiquent qu'au moins 85 à 90% des enfants autistes peuvent développer un discours fonctionnel si l'intervention commence pendant les années préscolaires.